# Andelle (fiume)
L'Andelle è un fiume della Normandia in Francia, di 56,88 km di lunghezza, che scorre attraverso i dipartimenti della Senna Marittima e dell'Eure. È un affluente di destra della Senna nella quale confluisce nel territorio del comune di Pitres.

## Geografia
La sorgente dell'Andelle si trova nel Pays de Bray nel comune di Serqueux. A Vascœuil riceve il suo principale affluente di destra, Le Crevon oltre all'Héron all'estremo nord della città. A Charleval riceve il principale affluente di sinistra, La Lieure, alimentato dal suo affluente il Fouillebroc. Procedendo da nord verso sud il corso del fiume attraversa i comuni di:
- Forges-les-Eaux, Rouvray-Catillon, Sigy-en-Bray, Nolléval, Morville-sur-Andelle, Le Héron, Elbeuf-sur-Andelle e Croisy-sur-Andelle, nel dipartimento della Senna Marittima;
- Vascœuil, Perruel, Perriers-sur-Andelle, Charleval, Fleury-sur-Andelle, Radepont, Douville-sur-Andelle, Pont-Saint-Pierre, Romilly-sur-Andelle e Pîtres, nel dipartimento dell'Eure.[1]

La portata media dell'Andelle a Pîtres, alla confluenza nella Senna, è di 7,32 m3/sec.